# Tysklands Grand Prix 1984
Tysklands Grand Prix 1984 var det elfte av 16 lopp ingående i formel 1-VM 1984.

## Resultat
1. Alain Prost, McLaren-TAG, 9 poäng
2. Niki Lauda, McLaren-TAG, 6
3. Derek Warwick, Renault, 4
4. Nigel Mansell, Lotus-Renault, 3
5. Patrick Tambay, Renault, 2
6. René Arnoux, Ferrari, 1
7. Andrea de Cesaris, Ligier-Renault
8. Francois Hesnault, Ligier-Renault
9. Huub Rothengatter, Spirit-Hart

### Förare som bröt loppet
- Manfred Winkelhock, ATS-BMW (varv 31, växellåda)
- Eddie Cheever, Alfa Romeo (29, motor)
- Teo Fabi, Brabham-BMW (28, turbo)
- Nelson Piquet, Brabham-BMW (23, växellåda)
- Riccardo Patrese, Alfa Romeo (16, bränslesystem)
- Piercarlo Ghinzani, Osella-Alfa Romeo (14, elsystem)
- Jo Gartner, Osella-Alfa Romeo (13, turbo)
- Michele Alboreto, Ferrari (13, motor)
- Jonathan Palmer, RAM-Hart (11, turbo)
- Keke Rosberg, Williams-Honda (10, elsystem)
- Jacques Laffite, Williams-Honda (10, motor)
- Jacques Laffite, Williams-Honda (8, motor)
- Elio de Angelis, Lotus-Renault (8, turbo)
- Philippe Alliot, RAM-Hart (7, överhettning)
- Ayrton Senna, Toleman-Hart (4, olycka)
- Marc Surer, Arrows-BMW (1, turbo)

### Förare som diskvalificerades
- Stefan "Lill-Lövis" Johansson, Tyrrell-Ford

### Förare som ej kvalificerade sig
- Mike Thackwell, Tyrrell-Ford

## VM-ställning
| Förarmästerskapet 1. Alain Prost, McLaren-TAG, 44½ 2. Niki Lauda, McLaren-TAG, 39 3. Elio de Angelis, Lotus-Renault, 29 | Konstruktörsmästerskapet 1. McLaren-TAG, 83½ 2. Lotus-Renault, 38 3. Ferrari, 36½ |